# Distrito electoral de German (condado de Dawson, Nebraska)
German (en inglés: German Precinct) es un distrito electoral ubicado en el condado de Dawson en el estado estadounidense de Nebraska. En el Censo de 2010 tenía una población de 261 habitantes y una densidad poblacional de 1,4 personas por km².

## Geografía
German se encuentra ubicado en las coordenadas 40°59′50″N 100°6′57″O / 40.99722, -100.11583. Según la Oficina del Censo de los Estados Unidos, German tiene una superficie total de 185.93 km², de la cual 185.72 km² corresponden a tierra firme y (0.11%) 0.21 km² es agua.

## Demografía
Según el censo de 2010, había 261 personas residiendo en German. La densidad de población era de 1,4 hab./km². De los 261 habitantes, German estaba compuesto por el 98.47% blancos, el 0.77% eran de otras razas y el 0.77% pertenecían a dos o más razas. Del total de la población el 3.07% eran hispanos o latinos de cualquier raza.